# Carabobo
Carabobo (španělsky Estado Carabobo) je jeden z 23 států Venezuely. Nachází se na severu země přibližně dvě hodiny jízdy autem od Caracasu. Hlavním městem státu je Valencia, která je hlavním průmyslovým centrem v zemi. Rozloha státu je 4650 km² a žije v něm přibližně 2 227 000 (2007)

## Historie
Na území státu 24. června 1821 proběhla bitva u Caraboba. V ní dosáhly vlastenecké síly pod vedením Simóna Bolívara rozhodujícího vítězství ve válce za nezávislost na Španělsku.